# Ernest Chantre

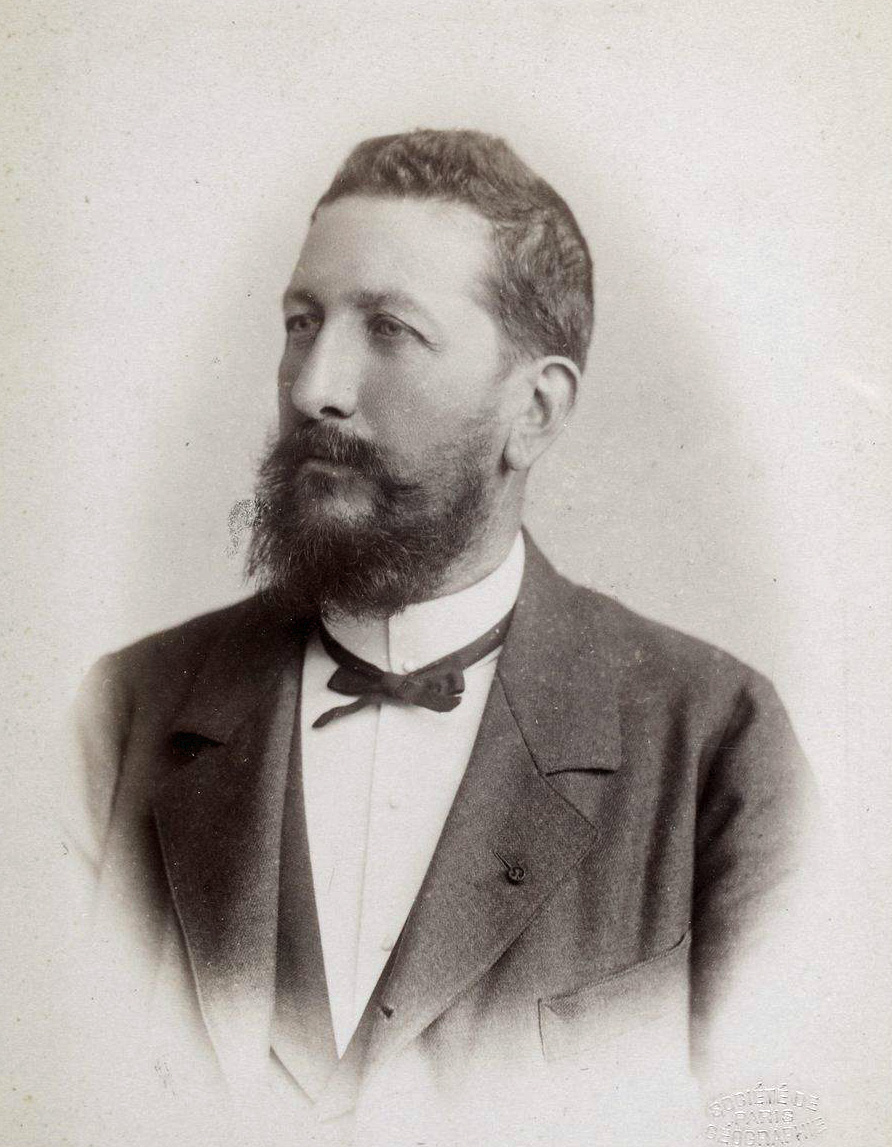
Ernest Chantre

Ernest Chantre (Lyon, 13 de janeiro de 1843 – Écully, 24 de novembro de 1924) foi um arqueólogo e antropólogo francês.

## Biografia
Ernest Chantre nasceu em Lyon em 13 de janeiro de 1843. De 1878 a 1910, foi instrutor de geologia e antropologia no Museu de Lyon, e concorrentemente ministrou cursos de antropologia na Faculdade de Ciências de Lyon, de 1881 a 1908. De 1873 a 1888, foi editor do periódico Matériaux pour l'Histoire primitive et naturelle de l'Homme. De 1873 a 1913, envolveu-se em várias missões científicas pela Ásia Menor, Norte da África, Armênia e o Cáucaso. Foi membro fundador da Sociedade de Geografia de Lyon em 1873, e da Sociedade Pré-Histórica Francesa em 1904. Também foi membro da Sociedade Geológica da França a partir de 1867 e da Sociedade Lineia de Lyon a partir de 1885. Faleceu em Écully em 24 de novembro de 1924.
Em 1882, o ornitólogo Émile Oustalet nomeou a espécie de mergulhão-serpente Anhinga rufa chantrei em sua homenagem.